# Johann Reinhard Blum

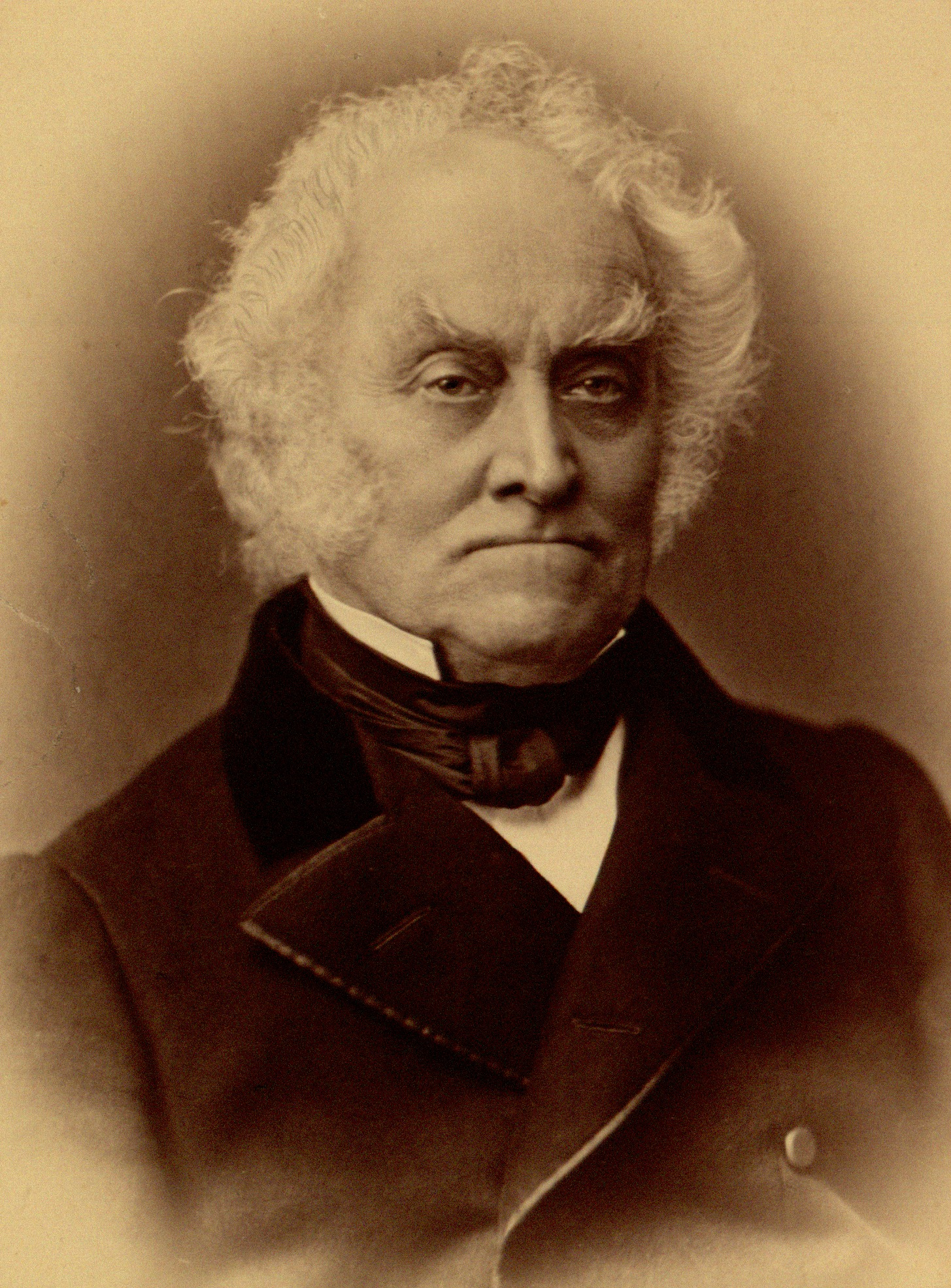
Johann Reinhard Blum

Johann Reinhard Blum (* 28. Oktober 1802 in Hanau; † 21. August 1883 in Heidelberg) war ein deutscher Mineraloge.

## Leben
Blum absolvierte zwischen 1821 und 1825 ein Studium der Kameralwissenschaft an den Universitäten in Heidelberg und Marburg. Danach begann er das Studium der Mineralogie in Heidelberg, er wurde dort 1828 promoviert und habilitierte sich. 1838 erhielt er eine außerordentliche und 1856 eine ordentliche Professur für Mineralogie in Heidelberg. Im Jahr 1877 trat er in den Ruhestand. Er war Mitglied der Gesellschaft Deutscher Naturforscher und Ärzte und Gründungsmitglied des Oberrheinischen Geologischen Vereins.
Blum war Mitglied der erloschenen Corps Hassia Heidelberg (1821) und Hassia Marburg (1824). Er wurde mit dem Orden vom Zähringer Löwen (1858: Ritterkreuz 1. Klasse, 1878: Kommandeur II. Klasse) ausgezeichnet. Sein Grab befindet sich auf dem Heidelberger Bergfriedhof.

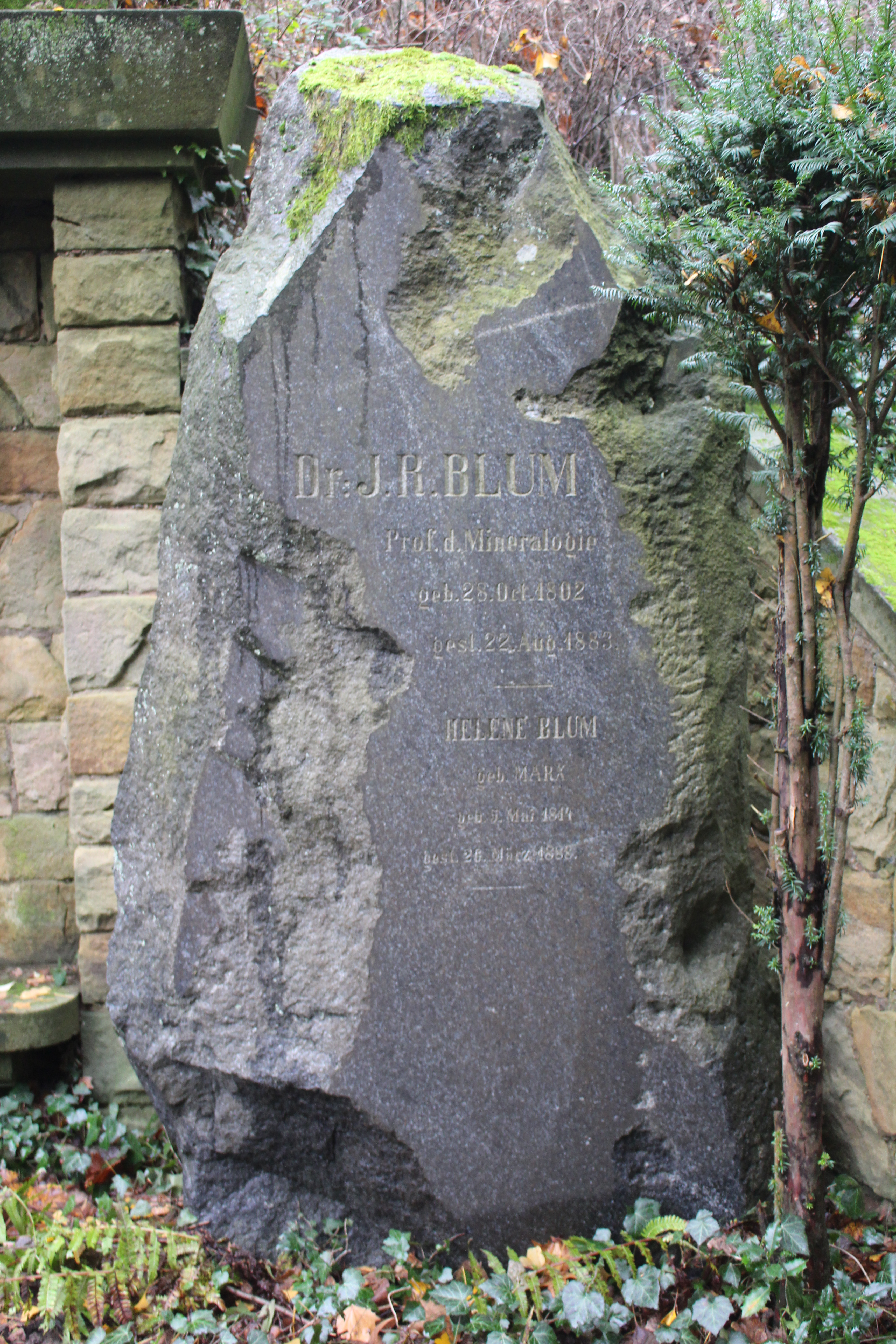
Grab von J. R. Blum auf dem Bergfriedhof in Heidelberg

Johann Reinhard Blum war ab 1843 mit Helene Marx (1814–1888) verheiratet. Das Paar hatte einen Sohn und eine Tochter. Der Historiker Karl Ludwig Blum (1796–1869) war Blums Bruder.

## Veröffentlichungen (Auswahl)
- Die Schmucksteine und deren Bearbeitung. Mohr, Heidelberg 1828, Inauguralabhandlung, urn:nbn:de:bvb:12-bsb10842635-0.
- Lehrbuch der Oryktognosie. E. Schweizerbart’s Verlagshandlung, Stuttgart 1833, urn:nbn:de:bvb:12-bsb10706603-0, vierte Auflage: Lehrbuch der Mineralogie (Oryktognosie). 1874, urn:nbn:de:bvb:12-bsb11347077-7.
- Lithurgik oder Mineralien und Felsarten nach ihrer Anwendung in ökonomischer, artistischer und technischer Hinsicht systematisch abgehandelt. E. Schweizerbart’s Verlagshandlung, Stuttgart 1840, urn:nbn:de:bvb:12-bsb11272133-5.
- Die Pseudomorphosen des Mineralbereichs. E. Schweizerbart’s Verlagshandlung, Stuttgart 1843, urn:nbn:de:bvb:12-bsb10315509-2.
- Grundzüge der Mineralogie und Geognosie. Franckh, Stuttgart 1850, urn:nbn:de:bvb:12-bsb10706618-1.
- Handbuch der Lithologie oder Gesteinslehre. Enke, Erlangen 1860, urn:nbn:de:bvb:12-bsb10283041-9
- Das Mineraliencabinet der Universität Heidelberg. Heidelberg 1869.